# Rodolphe Meyvaert
Rodolphe Meyvaert fue un deportista belga que compitió en remo. Ganó dos medallas en el Campeonato Europeo de Remo, plata en 1905 y oro en 1907.

## Palmarés internacional
| Campeonato Europeo | Campeonato Europeo    | Campeonato Europeo | Campeonato Europeo |
| Año                | Lugar                 | Medalla            | Prueba             |
| ------------------ | --------------------- | ------------------ | ------------------ |
| 1905               | Gante (Bélgica)       | Medalla de plata   | Ocho con timonel   |
| 1907               | Estrasburgo (Francia) | Medalla de oro     | Cuatro con timonel |